# マット・スクワイア
マット・スクワイア（Matt Squire、1976年5月7日 - ）は、アメリカ合衆国の音楽プロデューサー、レコーディング・エンジニア、ソングライター。パニック!アット・ザ・ディスコ、オール・タイム・ロウ、アリアナ・グランデ、ワン・ダイレクションなど多数のアーティストの作品を手がけたことで知られる。

## 経歴
8歳の時にギターの演奏を始め、10歳のころに演奏の録音を始める。その後、地元のバンドであるアッシュズ（Ashes）やミルタウン（Miltown）のドラマーとして活動。
2004年、自身のスタジオであるSOMD!スタジオを設立。
2005年6月、過去に手がけた作品を聴いて興味を持ったパニック!アット・ザ・ディスコがデビュー・アルバム『フィーバーは止まらない』の録音作業にプロデューサーとして迎える。アルバムは11,000ドルの予算でミキシングやマスタリングも含めて3週間半で制作され、同年9月27日に発売された。2006年5月8日付のBillboard 200で最高位13位を記録し、アメリカレコード協会からは2023年6月6日付でクワドラプル・プラチナ認定を受けた。
2024年、ストリーミングプラットホーム「FlashMob」を始動。

## 人物
妻はアーティストのアレクサンドラ・スクワイア。
使用ソフトはPro Tools、Logic Pro、Ableton Live。
お気に入りのプロデューサーおよびエンジニアにリッチ・コスティ、ジョシュ・ウィルバー、ギル・ノートン、ボブ・ロックの名を挙げている。

## 作品
アッシュズ
- "Flood"（1993年）
- Ashes（1993年）
- "Hiding Place"（1994年）

### 参加作品
※出典（特記を除く）

#### アルバム
| 年   | アーティスト                                 | タイトル                                                                    | 役割                                                                |
| ---- | -------------------------------------------- | --------------------------------------------------------------------------- | ------------------------------------------------------------------- |
| 2004 | ノーススター                                 | Pollyanna                                                                   | プロデューサー エンジニア ミキシング                                |
| 2005 | ザ・スタティック・エイジ                     | Neon Nights Electric Lives                                                  | プロデューサー エンジニア ミキシング                                |
| 2005 | ザ・レシーヴィング・エンド・オブ・サイレンズ | Between the Heart and the Synapse                                           | プロデューサー                                                      |
| 2005 | キュート・イズ・ワット・ウィ・エイム・フォー | 『青い誘惑』                                                                | プロデューサー エンジニア ミキシング                                |
| 2005 | ジュニア・ヴァーシティ                       | Wide Eyed                                                                   | エンジニア                                                          |
| 2005 | レニー・ハートフェルト                       | Death of the Ghost                                                          | プロデューサー                                                      |
| 2005 | パニック!アット・ザ・ディスコ                | 『フィーバーは止まらない』                                                  | プロデューサー エンジニア ミキシング                                |
| 2006 | ソウ・ゼイ・セイ                             | Antidote for Irony                                                          | プロデューサー エンジニア                                           |
| 2006 | ヒット・ザ・ライツ                           | 『ディス・イズ・ア・スティック・アップ…ドト・メイク・イット・ア・マーダー』 | プロデューサー エンジニア ミキシング                                |
| 2006 | モンティ・アー・アイ                         | Wall of People                                                              | プロデューサー ミキシング エンジニア                                |
| 2006 | ボーイズ・ライク・ガールズ                   | 『ボーイズ・ライク・ガールズ』                                              | プロデューサー エンジニア ミキシング                                |
| 2007 | ザ・レシーヴィング・エンド・オブ・サイレンズ | The Earth Sings Mi Fa Mi                                                    | プロデューサー エンジニア                                           |
| 2007 | オール・タイム・ロウ                         | 『ソー・ロング・イッツ・ライト』                                            | プロデューサー エンジニア ミキシング                                |
| 2007 | スキンドレッド                               | 『ルーツ・ロック・ライオット』                                              | プロデューサー                                                      |
| 2008 | ザ・キャブ                                   | 『ウイスパー・ウォー』                                                      | プロデューサー ミキシング エンジニア                                |
| 2008 | 3OH!3                                        | 『WANT』                                                                    | プロデューサー ミキシング エンジニア                                |
| 2008 | ザ・メイン                                   | Can't Stop Won't Stop                                                       | プロデューサー エンジニア ミキシング                                |
| 2008 | オール・タイム・ロウ                         | 『ナッシング・パーソナル』                                                  | プロデューサー                                                      |
| 2008 | ピープル・イン・プレーンズ                   | Beyond the Horizon                                                          | プロデューサー エンジニア                                           |
| 2008 | パニック・アット・ザ・ディスコ               | 『ライヴ・イン・シカゴ』                                                    | プロデューサー                                                      |
| 2009 | テイキング・バック・サンデイ                 | 『ニュー・アゲイン』                                                        | プロデューサー エンジニア                                           |
| 2009 | ブリーズ・キャロライナ                       | Hello Fascination                                                           | プロデューサー エンジニア ミキシング 作詞作曲                       |
| 2009 | ザ・ユーズド                                 | 『アートワーク』                                                            | プロデューサー エンジニア                                           |
| 2009 | セイオシン                                   | 『イン・サーチ・オブ・ソリッド・グラウンド』                                | 作詞作曲                                                            |
| 2009 | モンティ・アー・アイ                         | Break Through the Silence                                                   | プロデューサー エンジニア ミキシング プログラミング                 |
| 2009 | フォーエヴァー・ザ・シッケスト・キッズ       | The Weekend: Friday                                                         | プロデューサー                                                      |
| 2010 | HIM                                          | 『スクリームワークス：ラヴ・イン・セオリー・アンド・プラクティス』          | プロデューサー                                                      |
| 2010 | 3OH!3                                        | 『ストリーツ・オブ・ゴールド』                                              | プロデューサー ミキシング 作詞作曲 楽器演奏 エンジニア ボーカル編集 |
| 2010 | デヴィッド・アーチュレッタ                   | 『アザー・サイド・オブ・ダウン』                                            | 作詞作曲 エンジニア ミキシング プロデューサー                       |
| 2010 | グッド・シャーロット                         | 『カーディオロジー』                                                        | 作曲                                                                |
| 2011 | オール・タイム・ロウ                         | 『ダーティ・ワーク』                                                        | プロデューサー 作詞作曲 エンジニア                                  |
| 2011 | シンプル・プラン                             | 『ゲット・ユア・ハート・オン!』                                             | 作詞作曲                                                            |
| 2011 | ワン・ダイレクション                         | 『アップ・オール・ナイト』                                                  | 作詞作曲 プロデューサー                                             |
| 2012 | ケシャ                                       | 『ウォーリア』                                                              | 作詞作曲 プロデューサー                                             |
| 2013 | ヤングブラッド・ホーク                       | Wake Up                                                                     | プロデューサー 作詞作曲                                             |
| 2013 | アリアナ・グランデ                           | 『ユアーズ・トゥルーリー』                                                  | 作詞作曲 楽器演奏 プロデューサー                                    |
| 2015 | ハリウッド・アンデッド                       | Day of the Dead                                                             | プロデューサー                                                      |
| 2015 | ビー・ミラー                                 | Not an Apology                                                              | 作詞作曲 楽器演奏 プロデューサー                                    |
| 2018 | アンダーオース                               | Erase Me                                                                    | プロデューサー 作詞作曲                                             |
| 2018 | プレイン・ホワイト・ティーズ                 | Parallel Universe                                                           | プロデューサー エンジニア                                           |
| 2018 | ジ・アミティ・アフリクション                 | 『MISERY』                                                                  | 作詞作曲 楽器演奏 プロデューサー                                    |
| 2019 | ザ・メイン                                   | You Are OK                                                                  | プロデューサー エンジニア                                           |
| 2019 | ハヴ・マーシー                               | The Love Life                                                               | プロデューサー                                                      |
| 2019 | トゥースグラインダー                         | I Am                                                                        | プロデューサー エンジニア ミキシング 楽器演奏 作曲                  |
| 2019 | ジ・オールモスト                             | Fear Caller                                                                 | プロデューサー                                                      |
| 2020 | ジ・アミティ・アフリクション                 | Everyone Loves You... Once You Leave Them                                   | プロデューサー                                                      |
| 2020 | ネック・ディープ                             | All Distortions Are Intentional                                             | プロデューサー                                                      |
| 2024 | シーユースペイスカウボーイ                   | Coup de Grâce                                                               | プロデューサー                                                      |
| 2024 | ザ・ウォーニング                             | Keep Me Fed                                                                 | 作曲                                                                |

#### シングル曲
| 年   | アーティスト                     | タイトル                                                                   | 役割                                        |
| ---- | -------------------------------- | -------------------------------------------------------------------------- | ------------------------------------------- |
| 2005 | ヘッド・オートマティカ           | "Candy Warhol"                                                             | プロデューサー エンジニア ミキシング        |
| 2005 | パニック!アット・ザ・ディスコ    | 「殉死と自殺の差は記事になるかならないか」                                 | プロデューサー エンジニア ミキシング        |
| 2006 | パニック!アット・ザ・ディスコ    | 「アイ・ライト・シンズ・ノット・トラジェディーズ〜いつわりのウェディング」 | プロデューサー エンジニア ミキシング        |
| 2006 | パニック!アット・ザ・ディスコ    | 「君がやってくれた方がいいのに」                                           | プロデューサー エンジニア ミキシング        |
| 2006 | パニック!アット・ザ・ディスコ    | 「嘘は女の子が服を脱がずに楽しめる最上の方法」                             | プロデューサー エンジニア ミキシング        |
| 2006 | ボーイズ・ライク・ガールズ       | 「ヒーロー/ヒロイン」                                                      | プロデューサー エンジニア ミキシング        |
| 2007 | ボーイズ・ライク・ガールズ       | 「グレイト・エスケイプ」                                                   | プロデューサー エンジニア                   |
| 2007 | パニック!アット・ザ・ディスコ    | 「神を創造し、僕達は話そう」                                               | プロデューサー エンジニア ミキシング        |
| 2008 | ケイティ・ペリー                 | 「キス・ア・ガール」（Rock Mix）                                           | プロデューサー ミキシング                   |
| 2008 | ボーイズ・ライク・ガールズ       | 「サンダー」                                                               | プロデューサー エンジニア ミキシング        |
| 2009 | 3OH!3 featuring ケイティ・ペリー | 「スターズトラック」                                                       | プロデューサー ミキシング                   |
| 2011 | アリアナ・グランデ               | 「プット・ユア・ハーツ・アップ」                                           | 作詞作曲 プロデューサー 楽器演奏 エンジニア |
| 2012 | ビッグ・タイム・ラッシュ         | "Windows Down"                                                             | 作詞作曲 プロデューサー エンジニア          |
| 2012 | ヤングブラッド・ホーク           | "We Come Running"                                                          | 作詞作曲 プロデューサー 楽器演奏 エンジニア |
| 2021 | アゲインスト・ザ・カレント       | 「ザット・ウォント・セイヴ・アス」                                         | 作詞作曲 プロデューサー                     |